# Nicolas Berggruen

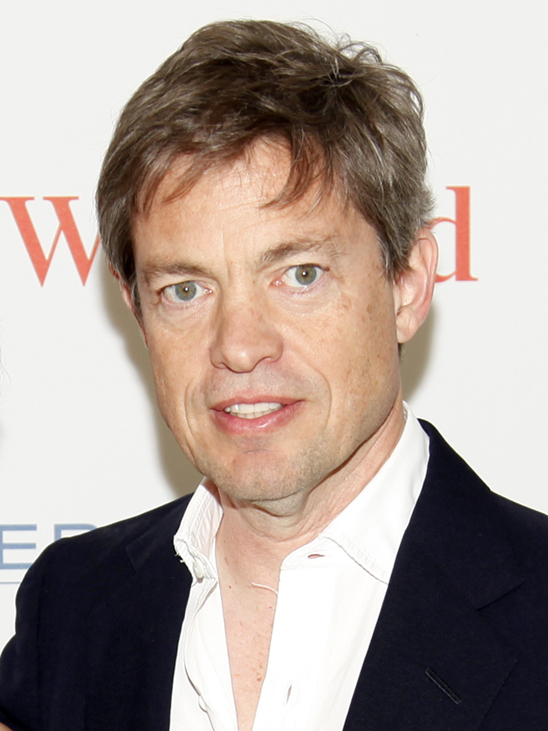
Nicolas Berggruen (2017)

Nicolas Berggruen (* 10. August 1961 in Paris, Frankreich) ist ein deutsch-US-amerikanischer Investor. Er ist unter anderem Gründer und geschäftsführender Inhaber der Berggruen Holdings, einer auf Direktinvestitionen spezialisierten Finanzholding. Sein Vermögen wurde vom Forbes Magazine 2022 auf 3,1 Milliarden Dollar geschätzt. In Deutschland wurde er mit dem Kauf der insolventen Warenhauskette Karstadt im Juni 2010 bekannt und steht seit 2013 insbesondere wegen seines Gebarens bei Karstadt in der Kritik. Im Jahr 2010 gründete Nicolas Berggruen das Berggruen Institute, eine Denkfabrik mit Sitz im kalifornischen Los Angeles.

## Leben

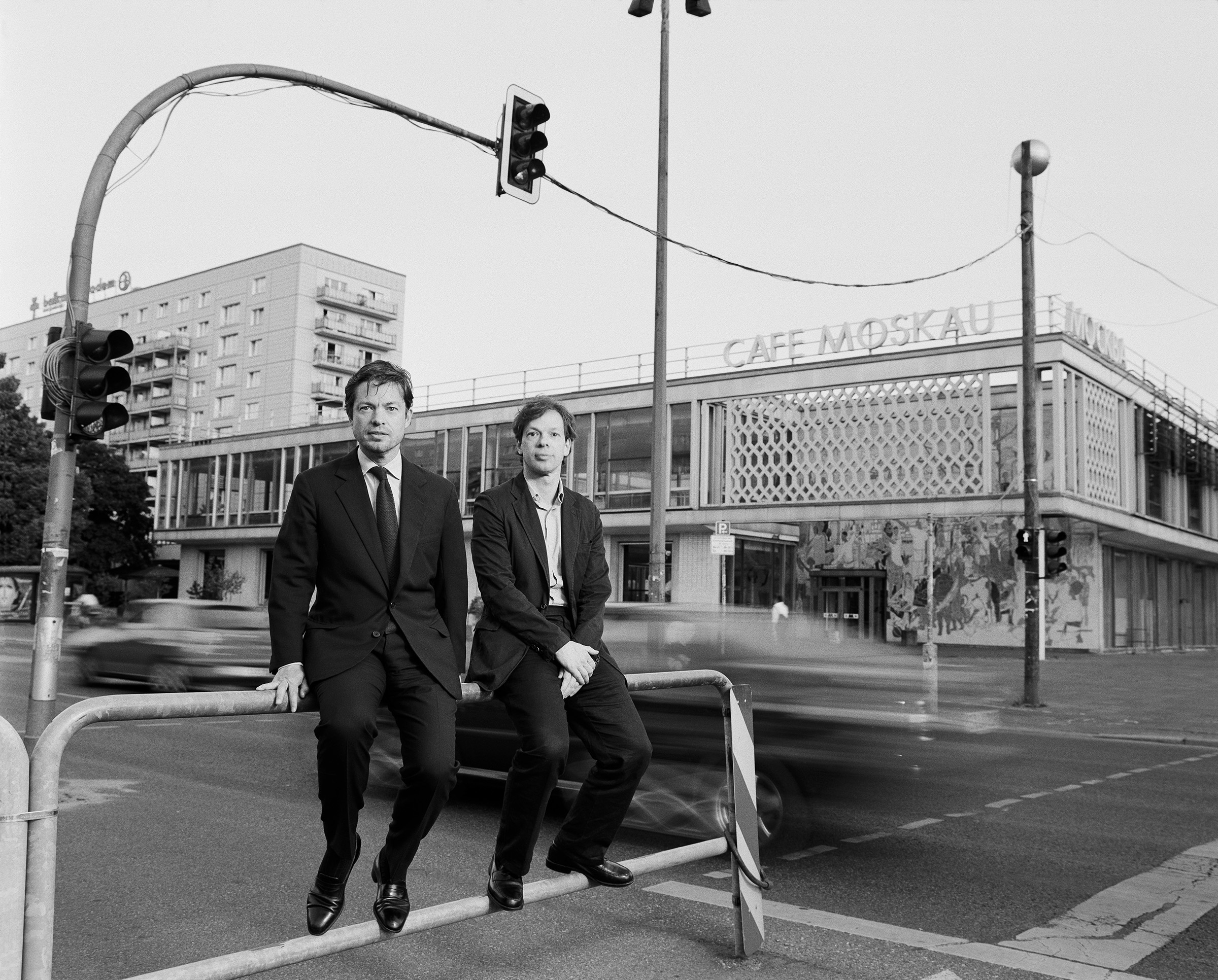
Nicolas Berggruen und Olivier Berggruen fotografiert von Oliver Mark, Berlin 2008

Nicolas Berggruen ist Sohn des Berliner Galeristen und Kunstsammlers Heinz Berggruen und dessen zweiter Frau, der Berliner Schauspielerin Bettina Moissi. Sein Großvater mütterlicherseits ist der albanischstämmige Theater- und Filmschauspieler Alexander Moissi, über den er mit dem Schauspieler Gedeon Burkhard verwandt ist. Sein Bruder Olivier (* 1963) ist Kunsthistoriker und wuchs mit ihm in Paris auf.
Aus der ersten Ehe seines Vaters hat er einen Halbbruder, den Galeristen John Henry Berggruen (* 1943 in San Francisco) und eine Halbschwester, die Malerin Helen Berggruen, die im kalifornischen Napa Valley lebt.
Nicolas Berggruen wuchs in Paris und in der Schweiz auf, wobei er deutschsprachig erzogen wurde und neben Französisch auch Englisch spricht. Berggruen besuchte die Pariser Privatschule École Alsacienne und danach das Schweizer Internat Le Rosey. Später studierte er an der New York University Finanz- und Betriebswirtschaftslehre („Finance and International Business“) und schloss nach zwei Jahren sein Studium mit dem Bachelor of Science ab. 1981 begann er eine Ausbildung zum Immobilieninvestor bei Bass Brothers Enterprises.
Nicolas Berggruen sammelt zeitgenössische Kunst und ist Gründungsmitglied und Vorstandsvorsitzender im Förderkreis des Berliner Museums Berggruen, das die Picasso-Sammlung seines Vaters präsentiert und durch weitere Ankäufe und Leihgaben erweitert.
Im Dezember 2010 schloss sich Berggruen der philanthropischen Kampagne von The Giving Pledge an, wodurch er versprach, einen Teil seines Vermögens für wohltätige Zwecke zu spenden. Vom Wall Street Journal wurde er 2008 einer neuen Generation sozial und ökologisch verantwortungsbewusster Investoren zugerechnet.
Im Mai 2012 gab Berggruen ein Gebot für die Übernahme der insolventen Drogeriekette Schlecker ab.
Im April 2016 gab er in einem Interview mit der New York Times bekannt, dass er im März im Abstand von drei Wochen Vater eines Mädchen und eines Jungen geworden sei. Die beiden Kinder kamen mit Hilfe von zwei Eizellenspenderinnen und zwei Leihmüttern zur Welt. Dazu sagte er „Ich bin gleichzeitig deren Mutter und deren Vater“. Berggruen lebt inzwischen in Brentwood (Los Angeles).

## Tätigkeiten als Investor

### Finanzinvestitionen
Von 1983 bis 1987 war Berggruen zunächst als Teilhaber bei der kleinen Leveraged buyout-Gesellschaft Jacobson and Co., Inc. tätig. 1984 gründete er seine eigene Investmentfirma (später in Berggruen Holdings umbenannt), die zunächst als Berater für den Berggruen-Familientrust diente. 1988 gründete er mit Julio Mario Santo Domingo Jr. einem Sohn des Milliardärs Julio Mario Santo Domingo, den Investmentfonds Alpha Investment Management. Dieser wurde im Jahr 2004 an die Safra Bank verkauft. Alpha Investment war ein Super-Hedgefonds, der wohlhabenden Personen und institutionellen Anlegern, die zwar Hedgefonds kaufen, aber sie nicht selbst aussuchen wollten, entsprechende Portfolios anbot. Der Alpha-Fonds hatte in der zweiten Hälfte der 1990er-Dekade bei der Kennzahl Sharpe-Quotient einen drei Mal besseren Wert als der Aktienindex S&P 500.
1992 kaufte Berggruen für neun Millionen Dollar Anteile an Media Capital, der größten Medien-Gesellschaft Portugals. Nachdem er einen großen Medienverband von Zeitschriften, Rundfunkstationen und einem Fernsehsender aufgebaut und 2006 an die Börse gebracht hatte, verkaufte er an PRISA Aktien für 150 Millionen Dollar. Im Jahr 2000 investierte er acht Millionen Dollar in den amerikanischen Brillenhersteller FGX International (FGXI). Nach Verkauf eines Teiles seiner Beteiligung an andere Investoren machte er später einen Gewinn von 200  Millionen Dollar.
Von Ende 2006 bis Ende 2007 wurden von ihm drei der weltweit größten Akquisitionsvehikel (SPACs) geschaffen; sie brachten insgesamt 2,6 Milliarden Dollar auf, um Unternehmen zu kaufen. Seine erste Zweckgesellschaft Freedom Acquisition Holdings gründete er mit Martin E. Franklin, dem CEO der Jarden Corporation, und fusionierte diese mit dem britischen Hedgefonds GLG Partners Inc., der größten unabhängigen Verwaltungsgesellschaft für alternative Investitionen in Europa. Als im Juni 2007 GLG an die Börse ging, sprangen kurz danach eine Reihe der wichtigsten Händler ab und die Aktien verloren zusätzlich wegen der weltweiten Finanzkrise ab 2007 binnen eines Jahres 90 % an Wert. 2010 wurde GLG mit hohem Verlust an die britische Man Group Plc verkauft. Im Dezember 2007 initiierte er – erneut mit Martin Franklin – in den USA ein Akquisitionsvehikel namens Liberty Acquisition Holdings Corp., welches mehr als eine Milliarde US-Dollar einwarb. Eine europäische Zweckgesellschaft namens Liberty International Acquisition Co., die er im Februar 2008 mit Franklin gründete, brachte 878 Millionen Dollar auf. Erst diese beiden Gesellschaften brachten den Gesellschaftern große finanzielle Einkünfte. Mit Liberty International Acquisition Co. erwarb er im Juni 2009 die englische Lebensversicherungsgesellschaft Pearl Group (heute: Phoenix Group Holdings) für 843 Millionen Dollar. 2011 gründete er mit Martin Franklin die Zweckgesellschaft Justice Holdings Ltd., mit dem ehemaligen Finanzstaatssekretär Lord Paul Myners als Geschäftsführer und mit dem Wirtschaftswissenschaftler Nouriel Roubini im Beirat. Die Gesellschaft konnte ab Februar 2011 an der Londoner Börse 1,44 Mrd. $ sammeln. Im April 2012 wurde dafür ein Anteil von 29 % an Burger King erworben.

### Sachinvestitionen
Die in New York City ansässige Berggruen Holdings hat heute Niederlassungen in Berlin, Istanbul, Tel Aviv und Mumbai. Diese gibt an, vornehmlich in langfristige Geschäfte zu investieren. Laut eigenen Angaben liegt der Schwerpunkt der Geschäfte auf Immobilien, Sauberem Strom und erneuerbaren Energien. Berggruen Holdings besitzt unter anderem eine indische Hotelkette (Keys Hotels), türkische Windenergie-Firmen, israelische Immobilien, zwölf amerikanische Berufsschulen, Reisanbau-Farmen, bis 2009 eine Ethanol-Kraftstoff-Fabrik in Oregon und neu erbaute Hochhäuser in Innenstädten auf der ganzen Welt. Viele dieser Projekte wurden jedoch nur zum Teil bzw. gar nicht umgesetzt. Als Ausgleich für den Verlust an landwirtschaftlicher Fläche durch Biokraftstoff-Anbau kauft er nach eigener Aussage Felder für Maniok, Mais, Reis und andere Nahrungspflanzen. Die Ethanol-Anlage hält er heute für „eine ganz große finanzielle und ökologische Katastrophe“. Im März 2010 kaufte er für 900 Millionen Euro einen Mehrheitsanteil beim wirtschaftlich angeschlagenen spanischen Medienkonzern PRISA, der auch die führende Tageszeitung El País herausgibt.
Das erste größere Investment in ein deutsches Unternehmen war der anteilige Kauf des damals insolventen und Europas größten Möbelproduzenten und IKEA-Lieferanten Schieder im Oktober 2007.

### Immobilien in Deutschland
In Deutschland ist die Nicolas Berggruen Holdings GmbH seit 2005 im Immobilienbereich tätig, damals zunächst in Berlin-Kreuzberg, Wilhelmstraße gelegen. Ihr gehören vor allem historisch bedeutsame und denkmalgeschützte Immobilien wie die Sarotti-Höfe am Mehringdamm in Berlin-Kreuzberg, die Schuckert Höfe am Treptower Park und das bekannte Café Moskau im Zentrum von Berlin. Berggruen erwarb bis 2010 in Berlin rund 60 gründerzeitliche Mietshäuser und Alt-Berliner Gewerbehöfe für mehr als 225 Millionen Euro. In Potsdam erwarb er 2006 das zum Verkauf angebotene ehemalige neobarocke Hauptpostamt. Das Kreuzberger Künstlerhaus Bethanien bezog offiziell am 11. Juni 2010 ein Gründerzeit-Haus der Berggruen Holdings mit 25 großen Ateliers an der Kottbusser Straße in Berlin-Kreuzberg. Dort befindet sich seit 2010 auch die deutsche Niederlassung der Berggruen Holdings. Berggruens Holding investierte von 2005 bis 2013 rund 300 Millionen Euro in den Erwerb und die Sanierung von rund 100 Wohn- und Geschäftshäusern in Berlin und Potsdam. Der Wert dieser Immobilien wurde 2013 auf rund 450 Millionen Euro geschätzt. Zum Immobilienbesitz in Berlin gehören neben einigen bekannten Gebäuden auch typische Berliner Mietskasernen. Im früheren Stammwerk von Knorr-Bremse ist seit 2013 der Onlinehändler und Karstadt-Konkurrent Zalando Berggruens Mieter.

### Berggruen bei Karstadt

#### Übernahme, Verhandlungen und Maßnahmen
Eine große Arbeitsgruppe der Berggruen Holdings hatte sich ab 2009 sechs Monate lang mit einer möglichen Übernahme der Warenhaus-Kette Karstadt beschäftigt, die sich seit Juni 2009 in Insolvenz befand. Nach der Lektüre von Presseberichten und einem Anruf beim früheren Schieder-Interims-Geschäftsführer und damaligen Karstadt-Leiter Thomas Fox machte Berggruen am 21. Mai 2010 ein Kaufangebot. Es würden keine Filialen geschlossen und die Beschäftigten hätten keine Einbußen zu erleiden. Berggruen versicherte, dass es sich um ein langfristiges Engagement handele. Mit dem von Goldman Sachs gegründeten Immobilien-Konsortium Highstreet wollte er über Mietnachlässe verhandeln, dessen anfänglich weit überhöhte Mietforderungen als eine der Hauptursachen von Karstadts Insolvenz galten. „Wir sparen die Häuser nicht kaputt, sondern wir fokussieren sie und haben das Ziel, dass die Unternehmen wieder wachsen.“ Die US-Textilgruppe BCBG von Max Azria werde den Betrieb der Karstadt-Häuser mit übernehmen. Karstadt brauche „einen jungen Auftritt und einen jugendlichen Stil“.
Am 7. Juni 2010 erteilte der Gläubigerausschuss von Karstadt mit neun von elf Stimmen den Berggruen Holdings den Zuschlag für die Warenhauskette. Berggruen unterzeichnete am 8. Juni 2010 den Kaufvertrag, allerdings unter dem Vorbehalt (closing condition, d. h. aufschiebende Bedingung), dass Hauptvermieter Highstreet bei den Mietforderungen nachgebe. Nach langwierigen und schwierigen Verhandlungen stimmten am 2. September 2010 Highstreet und dessen Gläubiger einem neuen Vertrag mit gesenkten Mieten einstimmig zu. Berggruen konnte zum 1. Oktober 2010 offiziell die Geschäfte übernehmen. Er tilgte Verbindlichkeiten in Höhe von 70 Millionen Euro. In den nächsten vier Jahren werden zunächst weitere 400 Millionen Euro für die allgemein als dringend erforderlich angesehene Modernisierung und Reorganisation von Karstadt reinvestiert. Diese Investitionen sollen aus Karstadts laufendem Geschäft erwirtschaftet werden (Cash Flow). Zu Jahresbeginn 2011 berief Berggruen den international erfahrenen Warenhausmanager Andrew Jennings zum Chief Executive Officer der Karstadt Warenhaus GmbH.

#### Kritik
Ab 2013 geriet Berggruen seitens der Gewerkschaft Verdi, beim Betriebsrat, Karstadt-Mitarbeitern und der Presse stark in die Kritik. Er habe selbst seit der Übernahme von Karstadt kein Geld für die Sanierung zur Verfügung gestellt, während Mitarbeiter, Staat und Vermieter auf große Summen Geldes verzichtet hätten. Die Karstadt-Mitarbeiter verzichteten in einem Sanierungstarifvertrag drei Jahre lang bis Sommer 2012 auf insgesamt etwa 150 Millionen Euro Einkommen. Ab 2013 sollen die Mitarbeiter auf Tariferhöhungen bis 2015 verzichten und dadurch weitere 36 bis 38 Millionen Euro zur Sanierung aufbringen. Trotzdem wurden ab Juli 2012 2000 Arbeitsplätze abgebaut. Dem Fiskus entgingen mehr als 97 Prozent jener 150 Millionen Euro an Mehrwertsteuereinnahmen, die während der Insolvenz von Karstadt im Sommer 2009 anfielen. Die Bundesagentur für Arbeit zahlte im Vorfeld des 2009 eröffneten Insolvenzverfahrens drei Monate lang die Gehälter der Karstadt-Mitarbeiter von geschätzten rund hundert Millionen Euro. Das Konsortium Highstreet, als Besitzer der meisten Karstadt-Immobilien, verzichtete bis 2018 auf insgesamt rund 400 Millionen Euro an Mietzahlungen. Berggruen bzw. seine Holding haben bis 2013 außer 1 Euro „Kaufsumme“ für Karstadt und fünf Millionen Euro für die Markenrechte an Karstadt nichts investiert. Der eine Euro für Karstadt ersparte der Holding die sonst fällig gewordene Schenkungsteuer. Über Lizenzgebühren für die Markenrechte nahm Berggruen regelmäßig Millionen von Karstadt ein. Allein im Geschäftsjahr 2012 musste Karstadt neun Millionen Euro dafür bezahlen. Einen Kredit Berggruens über 65 Millionen Euro, welcher Bedingung für eine Übernahme war, zahlte Karstadt kurz nach der Übernahme wieder zurück, da Berggruen dafür sehr hohe Zinsen verlangte. In der Presse wurde ab 2013 über eine Zerschlagung von Karstadt spekuliert.
Auf die Kritik entgegnete Berggruen: „In Deutschland gibt es nur Kritik, man wird bestraft, wenn man etwas versucht“ und „In jedem anderen Land würde man das gut finden, nur die Deutschen verstehen das Prinzip Charity nicht“. Er habe 99 Prozent seines Vermögens in eine Stiftung eingebracht und profitiere nicht von den Gewinnen seiner Holding.
Im September 2013 wurde bekannt, dass Berggruen die Premium- und Sporthäuser zu je 75,1 % an die österreichische Signa Holding des Investors René Benko veräußert. Mit dem Erlös von 300 Millionen Euro sollte angeblich der verbliebene Teil modernisiert werden. Der Spiegel enthüllte in dem Artikel Ende auf Raten Einzelheiten über den Verkauf. Nur 150 Millionen Euro stehen für die verbliebenen Filialen bereit und nur 15 Millionen Euro dieser Summe sollen innerhalb von fünf Jahren tatsächlich in die Filialen investiert werden. Weitere 135 Millionen stehen zur freien Verfügung. Was dies bedeutet, wurde der Öffentlichkeit bisher nicht mitgeteilt. 100 Millionen Euro der Verkaufssumme gehen zur Investition an die Premiumhäuser und 50 Millionen Euro an die Sporthäuser. Die 300 Millionen Euro sollen erst nach 18 Monaten komplett gezahlt werden, wobei die Hälfte bis Jahresende gezahlt werden soll. Nach Auffassung des Magazins Der Spiegel läuft damit die Zerschlagung von Karstadt, und der Investor Berggruen suche nur noch ein elegantes Ende für den Rest von Karstadt. Berggruen selbst habe niemals seit Übernahme eigenes Geld für den Konzern bereitgestellt.

### Unternehmensstil
Berggruen investiert nach eigener Aussage in Unternehmen, die infolge von makroökonomischen Ereignissen viel von ihrem Wert verloren hätten, danach erwartet er deren wirtschaftliche Erholung. Allerdings habe er schon früh feststellen müssen, dass er für das Alltagsgeschäft eines Managers weniger geeignet sei und delegiere dieses Aufgabenspektrum an entsprechende Experten. Berggruen investiert nach eigenen Angaben heute in Projekte, bei denen er sowohl sein Vermögen erweitern als auch soziale Probleme mildern könne. Allgemeiner äußerte er 2011 dazu: „Wir sind hier auf der Welt nur für einen kleinen Moment. Was wirklich zählt, ist, was wir erschaffen, was wir aufbauen. Was zählt, sind unser Handeln und unsere Entscheidungen. Das bleibt für immer. Das ist der wahre Wert unseres Daseins.“
Seine Geschäftspartner bescheinigen ihm einen „strengen Geschäftssinn“. Berggruen sei sowohl ein „disziplinierter Käufer“ als auch „ein smarter und kreativer Investor“. Er investiere nur in solche Unternehmen, deren Geschäfte er auch verstehe. Dies sind vor allem der Einzelhandel, die Medien und Immobilien. Eine weitere Stärke von ihm sei die Vermittlung von Menschen aus den Bereichen Kultur, Politik und Wirtschaft.
Während Berggruen früher die Öffentlichkeit gemieden hatte, sucht er heute vermehrt die Medien auf. Nach mehreren positiven deutschen Fernseh-Reportagen kritisierte erstmals die 2011 gegründete ZDF-Redaktion zoom Berggruen nach über einem Jahr Recherche am 14. März 2012; die ZDF-Redaktion Frontal21 übernahm davon einen Tag zuvor Ausschnitte.

## Politische Aktivitäten
Im Jahr 2010 gründete Nicolas Berggruen das Berggruen Institute mit Sitz im kalifornischen Los Angeles. Clive Hamilton und Mareike Ohlberg bezeichnen das Institut als „vielleicht schamlosesten“ Unterstützer der Kommunistischen Partei Chinas „unter den Denkfabriken“: „Das Institut zeigt seit seinen Anfängen Sympathie für die autoritären Ideale der KPCh und pflegt ausgezeichnete Beziehungen zu Chinas Elite.“

### Nicolas Berggruen Institute on Governance
Berggruen war auf der Suche nach Möglichkeiten für eine bessere Politikgestaltung; nach Gesprächen mit Brian Walker (Politik) und Brian Copenhaver (Philosophie), Professoren der University of California gründete er 2009 das überparteilich ausgerichtete Nicolas Berggruen Institute (NBI). Anlässlich einer Konferenz in Berlin erweiterte er im Oktober 2012 den Institutsnamen in Nicolas Berggruen Institute on Governance, einer Denkfabrik zur Politikberatung, in der ehemalige Regierungschefs, bekannte Unternehmer und Wirtschaftswissenschaftler tätig sind. In vergleichenden Studien sollen neue politische Ideen entwickelt werden, die auf den Vorteilen der westlichen und asiatischen Welt beruhen. Diese Ideen sollen weltweit Regierungen und Bürgerinitiativen zugutekommen. Ende 2010 erweiterte er sein Institut mit einem überparteilichen Beirat, dem NBI 21st Century Council („Rat für das 21. Jahrhundert“), der sich aus ehemals führenden Politikern aus vielen Ländern zusammensetzt wie etwa Felipe González, Gerhard Schröder und Fernando Cardoso. Als Berater stellten sich unter anderem die Wirtschaftsexperten Amartya Sen, Alain Minc und Joseph E. Stiglitz zur Verfügung. Die erste Sitzung des NBI 21st Century Council fand im November 2010 im Google-Hauptquartier mit Eric Schmidt als Gastgeber statt.
Als erstes konkretes Projekt soll ein Think Long Committee For California („Komitee für langfristiges Denken für Kalifornien“) helfen, die kalifornische Wirtschaft wieder zu beleben und die staatliche Schuldenlast abzubauen. Hierzu konnte Berggruen die Unterstützung ehemals hochrangiger US-Politiker aus der Republikanischen und der Demokratischen Partei gewinnen, so etwa Willie Brown, Condoleezza Rice und George P. Shultz sowie von Unternehmern wie Eric Schmidt und Eli Broad.

### Council on the Future of Europe
Mit Hilfe von Gerhard Schröder gründete Berggruen mit einer weiteren Gruppe von Spitzenpolitikern, Unternehmern, Wirtschafts- und Sozialwissenschaftlern den Council on the Future of Europe. Ende Oktober 2011 traf sich diese Gruppe in Paris, um eine Reform der europäischen Strukturen „voranzubringen“. Die Runde empfahl unter anderem die Einrichtung eines Exekutivkomitees nach dem Vorbild des UN-Sicherheitsrats sowie eines ständigen Sekretariats. Man brauche nicht weniger, sondern mehr Europa, was jedoch von den Politikern gegenüber ihren Wählern wenig überzeugend vermittelt werde. Daher unterstütze er die Idee der Vereinigten Staaten von Europa. Es müsse „gemeinsame Ministerien und Verantwortlichkeiten geben, auf jeden Fall für Finanzen, aber auch für Außenpolitik, Energie, Verkehr und Einwanderung.“

## Auszeichnung
- Im Januar 2009 erhielt Nicolas Berggruen den Kulturpreis[79] Berliner Zugpferd.[80]

## Mitgliedschaften
Nicolas Berggruen ist Mitglied der Young Presidents’ Organization und der World Presidents’ Organization (WPO) und Aufsichtsratsmitglied der französischen Tageszeitung Le Monde und beim spanischen Medienkonzern Prisa. Darüber hinaus ist er Mitglied des Council on Foreign Relations, einer einflussreichen amerikanischen Denkfabrik und im Pacific Council on International Policy. Seinen kulturellen Ambitionen dienen seine Mitgliedschaften im International Council des Museum of Modern Art, der Tate Modern und des Los Angeles County Museum of Art.

## Publikationen
- Nicolas Berggruen, Nathan Gardels: Klug regieren. Politik für das 21. Jahrhundert. Vorwort von Gerhard Schröder. Herder, Freiburg 2013, ISBN 978-3-451-30753-9.
- Nicolas Berggruen, Nathan Gardels: Intelligent Governance for the 21st Century. A Middle Way between West and East. Polity Press / John Wiley and Sons 2012, ISBN 978-0-7456-5973-2.
- Thomas Veszelits: Die Robin-Hood-Falle. „Mister Karstadt“ Nicolas Berggruen. Eine Biographie. Rotbuch Verlag, Berlin 2013, ISBN 978-3-86789-175-2

## Fernseh-Reportagen
- Wer ist Nicolas Berggruen? Fernseh-Reportage, Deutschland, 2010, 6:22 Min., Regie: Grit Lederer, Produktion: Hessischer Rundfunk, Redaktion: ttt – titel, thesen, temperamente, Erstsendung: 11. Juli 2010, Filmtext (Memento vom 16. Juli 2010 im Internet Archive).
- Mitarbeiter feiern Karstadt-Rettung. Fernseh-Reportage, Deutschland, 2010, 1:34 Min., Produktion: n-tv, Veröffentlichung: 3. September 2010, Online-Video.
- Karstadt-Rettung. Nachrichtensendung, Deutschland, 2010, 2:36 Min., Produktion: ARD, Redaktion: Tagesthemen, Erstsendung: 3. September 2010.
- Vis-à-vis: Nicolas Berggruen, Investor und Philanthrop. Gespräch, Deutschland, 2011, 60 Min., mit Frank A. Meyer, Produktion: 3sat, Erstausstrahlung: 31. Oktober 2011, Inhaltsangabe von ARD.
- Gutmensch oder Geschäftemacher? Der Karstadt-Retter Berggruen. Fernseh-Reportage, Deutschland, 2012, 8:10 Min., Produktion: ZDF, Redaktion: Frontal21, Erstsendung: 13. März 2012.[68]
- Mister Karstadt. Der rätselhafte Nicolas Berggruen. Fernseh-Reportage, Deutschland, 2012, 45:49 Min., Produktion: ZDF, Redaktion: ZDFzoom, Erstsendung: 14. März 2012.[30]